# John Swigert
John Leonard «Jack» Swigert jr. (født 30. august 1931 i Denver, Colorado, død 27. december 1982 i Washington, DC) var en amerikansk astronaut.
Han kom med på apollo 13, da han var en afløser for Ken Mattingly. Mattingly skulle have været med, men blev syg, kort tid før de skulle rejse ud i rummet.